# معنى دقيق
المعنى الدقيق  هو من قولنا دَقَّ المَعْنى إذ غَمُضَ وخَفِي المرادُ به فلا يفهمه إلاّ الأذكياءُ. يقال كلامُك يدِقُّ عن الشَّرح والتَّفسير ودقّتِ المسألةُ فلا يفهمها إلاّ الرَّاسخون في العلم. ودقة المعاني رقتها ولطفها.